# Blessonville
Blessonville ist eine französische Gemeinde mit 176 Einwohnern (Stand 1. Januar 2022) im Département Haute-Marne in der Region Grand Est; sie gehört zum Arrondissement Chaumont und zum Kanton Châteauvillain.

## Geografie
Blessonville liegt elf Kilometer südwestlich von Chaumont und sieben Kilometer nordöstlich von Châteauvillain zwischen der A5 und der früheren Chaumont-Semoutiers Air Base.

## Geschichte
Blessonville ist eine alte Ortschaft. Zwischen den Orten Blessonville und Bricon findet sich eine vom Namen her unbekannte Siedlung der Lingonen. Sigerich von Canterbury verzeichnet den Ort Blaecuile in seiner Aufzeichnung über die Via Francigena als Etappenort LXIV. 

## Bevölkerungsentwicklung
| Jahr                       | 1962 | 1968 | 1975 | 1982 | 1990 | 1999 | 2006 | 2019 |
| -------------------------- | ---- | ---- | ---- | ---- | ---- | ---- | ---- | ---- |
| Einwohner                  | 186  | 205  | 168  | 167  | 186  | 190  | 216  | 187  |
| Quellen: Cassini und INSEE |      |      |      |      |      |      |      |      |

## Sehenswürdigkeiten
- Liste der Monuments historiques in Blessonville

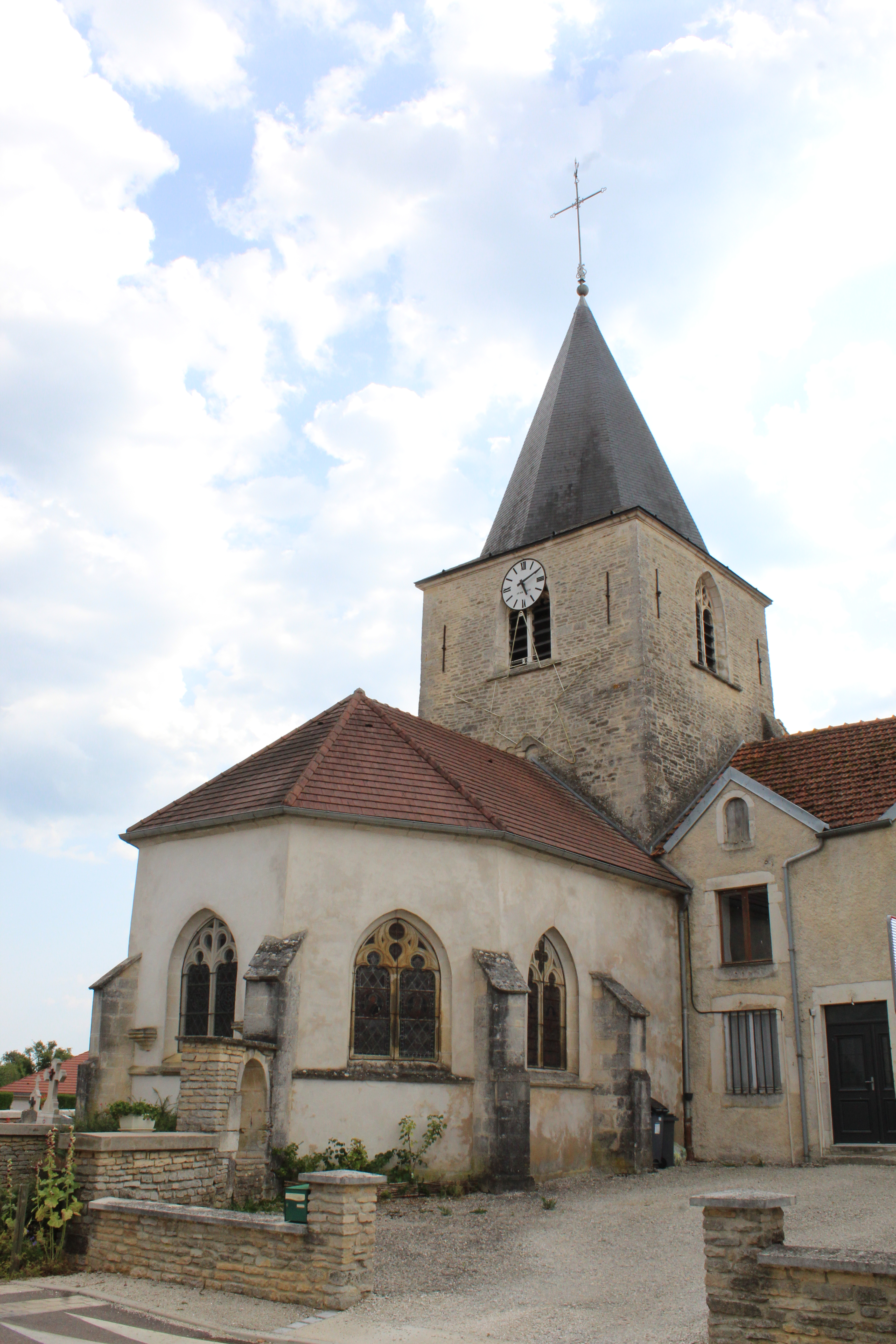
Kirche St. Peter und Paul